# Klishchiivka
Klishchiivka: conocida como Karlivka hasta 1945, es una aldea ubicada en el Raión de Bajmut, Óblast de Donetsk, en el este de Ucrania. Se encuentra a unos 57,61 kilómetros (35,80 millas) al norte por el este del centro de Donetsk y a unos 7,91 kilómetros (4,92 millas) al sur-suroeste  de Bajmut, también pertenece parte del municipio (hromada) urbano de Bajmut. Ha sido un pueblo de primera línea de la Batalla de Bajmut durante la Guerra Ruso-Ucrania.

## Historia
En 1841 se construyó la Iglesia de la Intercesión en el pueblo. Anteriormente, el pueblo se llamaba Karlivka (ucraniano: Карлівка) hasta que recibió su nombre actual el 15 de agosto de 1945.
El 29 de junio de 2015, durante la Guerra del Dombás (2014-2022), Dmytro Borisovich Ponomarenko, un soldado de alto rango del batallón "Chernihiv-1", resultó mortalmente herido en un puesto de control cerca de la aldea.

## Invasión rusa de Ucrania
Los combates por la aldea comenzaron el 29 de noviembre de 2022 como parte de la Batalla de Bajmut de la Invasión rusa de Ucrania. El asentamiento fue capturado el dia 19 de enero de 2023, el pueblo fue ocupado temporalmente por mercenarios rusos del Grupo Wagner Tras los contraataques alrededor de Bajmut, las batallas por la aldea se reanudaron cuando las fuerzas ucranianas volvieron a entrar en ella el 23 de julio de 2023. A finales de agosto, la 45.ª Brigada de Artillería Separada destruyó dos vehículos de combate de infantería rusos y un tanque cerca del cruce del puente que intentaba avanzar en Klishchiivka.

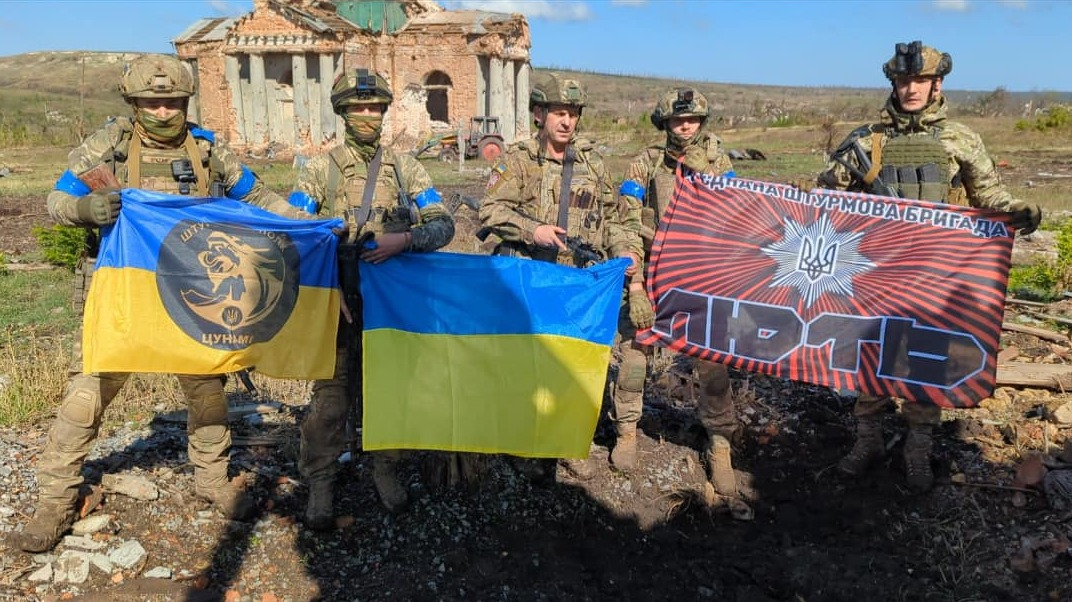
Miembros de la Brigada Lyut en Klishchiivka liberado.

El 5 de septiembre, los combatientes del Regimiento Tsunami de la Brigada Lyut atacaron posiciones rusas en el centro de la aldea. Dos días más tarde, la 3.ª Brigada de Asalto avanzó a través del bosque al noroeste de la aldea estableciendo control de fuego sobre el paso cerca del puente destruido cortando la ruta de suministro rusa desde Bajmut. Las tropas rusas sólo pudieron controlar las afueras del noreste de la aldea, a unos 400 metros de las vías del tren. El 17 de septiembre, se anunció que tropas de la 80.º Regimiento Aeromóvil (Ucrania), la 5.ª Brigada de Asalto, la 95.ª Brigada de Asalto Aéreo y la Brigada Lyut participaron en la liberación del asentamiento.

## Demografía
El asentamiento tenía 512 habitantes en 2001. La distribución de lenguas nativas según el censo de Ucrania de 2001 fue: 84,96% ucraniano, 14,65% ruso y 0,39% otros.